# Oomorphus concolor
Oomorphus concolor (лат.) — вид жуков-листоедов из подсемейства лампросоматин. Распространён в Европе и на Кавказе. Взрослые насекомые (имаго) питаются на листьях различных растений, в том числе представители зонтичных (сныть обыкновенная, астранция крупная), аралиевых (плющ обыкновенный) и другие травянистые растения. Также жуков можно наблюдать среди корней Daucus carota ssp. gummifer и плюща обыкновенного. Личинки питаются свежими зелёными черешками плюща обыкновенного и других травянистых растений.